# 下蒂芬巴赫
下蒂芬巴赫是德国莱茵兰-普法尔茨州的一个市镇。总面积4.08平方公里，总人口226人，其中男性112人，女性114人（2011年12月31日），人口密度55人/平方公里。